# Distretto di Miechów
Il distretto di Miechów (in polacco powiat miechowski) è un distretto polacco appartenente al voivodato della Piccola Polonia.

## Geografia antropica

### Suddivisioni amministrative
Il distretto comprende 7 comuni.
- Comuni urbano-rurali: Miechów
- Comuni rurali: Charsznica, Gołcza, Kozłów, Książ Wielki, Racławice, Słaboszów